# Districtul autonom Hantî-Mansi
Districtul autonom Hantî-Mansi (rusă (Ханты-Мансийский автономный округ — Югра) este un district autonom în Federația Rusă.